# 關西線 (名古屋地區)
關西線（日语：／ Kansai sen */?）（名古屋地區）記載關西本線之內、東海旅客鐵道（JR東海）管轄，由愛知縣名古屋市中村區的名古屋站至三重縣龜山市的龜山站的路段。

## 概要
它连接爱知县和三重县的北势和中势地区。 在名古屋和四日市之间，该线路与近畿日本铁道（近铁）的近铁名古屋线并行，这段区间是与近铁竞争激烈的路段。 名古屋至河原田站之间的线路与纪势本线相连，开往伊势和南纪方向的快速和特急列车在此路段通过，而河原田至龟山站之间的线路则专门用于通勤和通学的旅客输送。
并行的近铁名古屋线为双线铁路线，且其枢纽车站近铁四日市站位于四日市的市中心，与之相比，JR的关西本线由于仍有许多单线路段，因此运输能力较低，在班次数量和运行时间方面也逊色不少。不过，在 JR 成立后，对铁路设施进行了改造，并将部分路段增至复线，因此可以增加高峰时段的列车班次数量，还设立了快速 "三重"列车，以此与近铁线竞争。此外，通过提供特殊区段票价，票价也低于近铁。相比于1999 年修订时刻表的时候的情况，客流量是JR成立之初的三倍。 日本货物铁道公司（JR货物）运营的货物列车也会在名古屋站和四日市站之间运行。1992 年，运输政策委员会 1992 年第 12 号报告计划将名古屋站和南四日市站之间的线路完全双线化，其中一段于 1993 年实现了双轨化，但此后一直没有实施。

### 路線資料
- 管轄：
  - 東海旅客鐵道（第一種鐵道事業者）
    - 全線由JR東海東海鐵道事業本部（日语：東海旅客鉄道東海鉄道事業本部）管轄。

  - 日本貨物鐵道（第二種鐵道事業）
- 路線距離（營業距離）：名古屋站－龜山站間 59.9公里
- 軌距：1,067毫米
- 站數：19個（包括起終點站）
- 複線路段：
  - 名古屋站－笹島信號場間
  - 彌富站－桑名站間
  - 朝明信號場－富田站間
  - 富田濱站－四日市站間
  - 南四日市站－河原田站間
- 電氣化路段：全線（直流電1500V）
- 閉塞方式：自動閉塞式
- 運轉指令所（日语：運転指令所）：東海綜合指令所（日语：東海総合指令所）
- 最高速度：
  - 名古屋站－河原田站間：120公里/小時
  - 河原田站－龜山站間：95公里/小時
- 保安裝置：ATS-PT
- IC乘車卡對應路段：名古屋站－龟山站[2]
- 2020年度的混杂率：99%（八田站 → 名古屋站 7:31-8:31）[3]

## 運行形態
| 种类＼车站 | 名古屋 | … | 四日市 | 四日市             | …                  | 河原田             | 河原田             | …                  | 龟山               | 班次数量 |
| ---------- | ------ | - | ------ | ------------------ | ------------------ | ------------------ | ------------------ | ------------------ | ------------------ | -------- |
| 快速“三重” |        |   |        |                    | （不停車）         | （不停車）         | （不停車）         | →直通进入伊势铁道  | →直通进入伊势铁道  | 1        |
| 快速       |        |   |        | （该区间各站停車） | （该区间各站停車） | （该区间各站停車） | （该区间各站停車） | （该区间各站停車） | （该区间各站停車） | 1        |
| 普通       |        |   |        |                    |                    |                    |                    |                    |                    | 2        |
| 普通       |        |   |        |                    |                    |                    | →直通进入伊势铁道  | →直通进入伊势铁道  | →直通进入伊势铁道  | 1        |

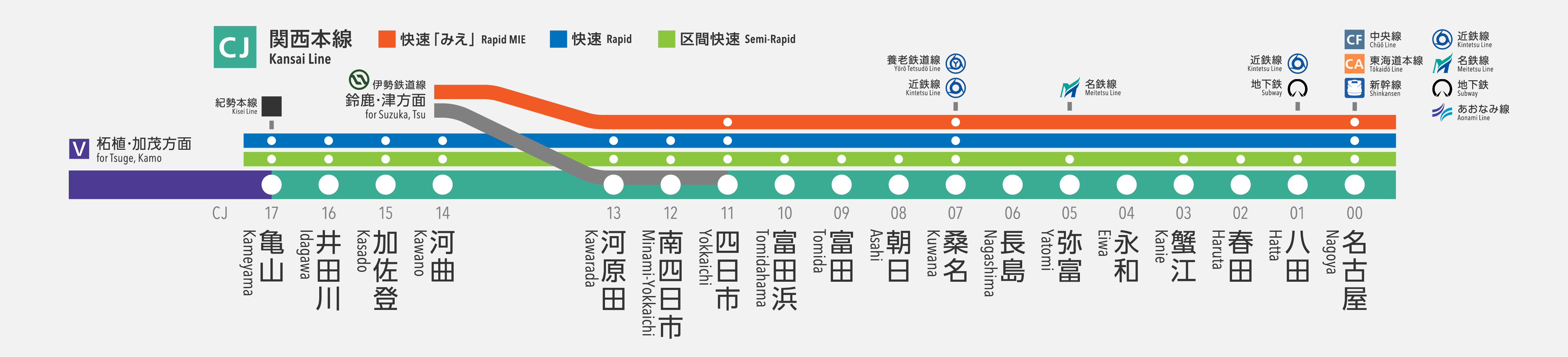
停車站

下文介绍名古屋站至龟山站之间的运行模式（截至 2015 年 3 月 14 日时刻表修订的情况）。
该路段有四种列车：直通伊势铁道伊势线的列车快速"三重"，以及没有爱称的快速列车、区间快速列车和普通列车。 此外，还会有经由伊势铁道伊势线的特急列车“南纪”通过本线部分路段，该特急列车每天开行四个往返班次，运行于名古屋站与纪势本线的新宫站 (日本)和纪伊胜浦站之间。 自 2006 年 3 月 18 日急行 "春日号 "停运以来，没有直通进入西日本旅客铁道（JR 西日本）管辖的龟山站以西（柘植站和伊贺上野站方向）的路段的定期列车。
白天时段，每小时有四班车（四日市站和龟山站之间为1-2班）。 细分为 快速"三重"、名古屋至龟山的一班快速列车（四日市至龟山区间各站停车），名古屋至四日市区间的两班普通列车。 除“三重”外，其余的普通列车和快速列车都是两节车厢编组的单人运转列车（列车编号以 G 结尾）。
平日的上行，在 07:00 至 08:00 之间，有三班区间快速列车从龟山发车，在桑名站的高峰时段 07:30 至 08:30 之间，每小时最多运行 8 班列车。在 2006 年 3 月 18 日的时刻表修订中，桑名始发至名古屋的列车新增了 4 班，22点时段，春田站和蟹江站会有 5 班列车。
下行的每天19点至22点之间，从2006年3月18日起，前往龟山的快速列车增加了3列，使列车总数达到5列，2009年3月14日，该列车改为区间快速列车，从而形成了现在的时刻表。末班车是开往四日市站的普通列车（车上有列车长值乘），23:57从名古屋站始发，0:39到达四日市站。这趟列车会与从东京开往名古屋的最后一班新干线 "光"列车进行接续；而与之平行的近铁名古屋线的末班车则只能前往富吉站，也可前往弥富站和桑名站，
由于有许多单线路段，列车会在途中的车站或信号场进行会让待避（列车交汇）。 白天，旅客列车不会互相超车，先发出的列车会比后发出的列车先到达终点站，但在早间、傍晚和夜间，一些列车会在八田站、桑名站和富田站（仅下行列车）以及白鸟信号场进行待避。

### 特急“南纪”
该特急列车在河原田站之后会直通进入伊势铁道的伊势线去往纪势本线，连接名古屋和纪伊半岛东部。使用HC85系车辆运营，一天往返4次。在关西本线内，它停靠的车站几乎与快速列车相同（包括“三重”），所需的时间也相差不大。

### 快速“三重”
连接名古屋和伊势地区的快速列车，自河原田站起经由伊势铁路伊势线直通去往纪势本线和参宫线。该列车于每小时的30分左右从名古屋站发车，经停关西本线的桑名站和四日市站（通过南四日市站和河原田站）。使用Kiha75型气动车运营，以直通线路的非电气化区段。列车的车厢数以两节车厢编组为基础，1号车厢的一半为指定席；部分列车以4节车厢编组运行，则1号车厢全部为指定席，但自2010年3月13日时刻表修订至2014年12月，所有班次均以4节车厢编组运行，1号车厢为指定席。 与美浓太田车辆区的Kiha 75不同，它们不以三节编组列车运行，也不作为单人运转列车运行。

### 快速
它在名古屋站和龟山站之间运行；自 2009 年 3 月 14 日时刻表修订后，白天每小时运行一次，与“三重”一同构成每小时运行两班快速列车的时刻表模式。 在四日市站和龟山站之间，列车会各站停车。 部分列车（列车尾号为 G 的列车）为单人运转列车。 白天的列车，在四日市站与伊势铁路线的普通列车进行互相的缓急接续。是 1990 年 3 月 10 日时刻表修订时新设立的，直到 2009 年 3 月 13 日，下文所述的现行区间快速列车自称为 "快速"。 1999年12月4日时刻表修订之后，列车在桑名站和四日市站之间不停靠任何车站。 编组的车厢数最多为四节车厢。

### 区间快速
这种列车在 2009 年 3 月 14 日的时刻表修订中由 "快速 "而改称的方式新设，停靠站也被接管。 该列车在早上和傍晚以及傍晚之后往返运行于名古屋站和龟山站之间。 早上时段的列车开往名古屋（仅限平日），傍晚时段及之后开往龟山（每天）。 列车在桑名站和龟山站之间的每个车站都会停靠。该列车不实施单人运行，所有列车都有一名列车长。列车最多会使用四节车厢编组运行。
从 2022 年 3 月 12 日的时刻表修订开始，八田站和春田站成为新的停靠站，仅剩的通过站是永和站和长岛站。

### 普通
停靠全线的所有车站。 列车运行于名古屋站与桑名站、四日市站和龟山站之间。 白天时段，往返于名古屋站和四日市站之间的列车每小时两班，在桑名站和龟山站始发终到的列车在早晨、傍晚和深夜运行，部分列车为单人运转列车。 列车的编组以两节车厢编组为基础，最长以四节车厢编组运行。
此外，在四日市站和河原田站之间，大约每小时有一班列车是经由伊势铁路伊势线（使用伊势铁路的车辆运行）于津站始发或终到的。所有使用伊势铁路车辆的普通列车都是由单人运转的列车。

## 使用車輛
以下是名古屋站至龟山站之间的使用的旅客车辆。 基本上，只在名古屋站和龟山站之间的电气化路段运行的列车使用的是电车，而直通来往伊势铁道线和纪势本线非电气化路段的列车使用的是气动车（柴油车）。

### 现在使用的车辆
电车配属于神領車両区，气动车配属于名古屋车辆区。 此外，所有用于普通(包括快速)列车的车辆（用于特急的 HC85 系和用于伊势铁路的伊势 III 型除外）每侧都有三个车门，并配有卫生间。自 2022 年 3 月 12 日修订时刻表后，211系车辆暂时停止使用，所有普通列车、区间快速列车和快速列车均由神領車両区所属的 313系列车运行。自 2023 年 6 月起，315 系列车开始在该区段运营。自 2023 年 10 月起，211系5000番台的四节车厢编组返回该区段重新运营，但在同年冬季停止运营 ，目前由 313 和 315 系列列车运营。315 系列列车仅在早晚高峰时段运行。

#### 自社车辆
315系
四节车厢编组的 3000番台列车用于高峰时段的普通列车、区间快速列车和快速列车。虽然它可以与 313系列车联结运行，但现在不会联结运行，几乎都以四节车厢的编组单独运行。车厢内全部为长座椅，并配有卫生间，且装有安全摄像头，它可以实施单人运转，但目前列车运行时车上一般会配备一名列车长。
313系
截至 2024年3月，仅限1300番台的两节车厢编组的B500编成設有单人运转設備及可轉換方向的横排座椅，本番台的其他2节车厢编组也可单独运行，或者由两列2节车厢编组的列车联结成4节车厢编组的列车运行，本线的普通、区间快速和快速列车均使用这些车辆，且该番台车辆都支持单人运转。过去，1100番台的四节车厢编组列车也在运营，配有可转换方向的横排座椅，具有类似设备的 1000番台车辆也曾共同运营，但到 2023 年 5 月，这些列车已全部转移配属至大垣车辆区。
直到 2012 年 4 月，还在使用配备半交叉式座椅（指车厢中长座椅和横排座椅均有的布局）的2节车厢编组的3000番台列车，但这些列车被转移到大垣车辆区，以取代 119系列车，因此结束了在关西线上的运用。
在 2022 年 3 月 12 日修订时刻表之前，1500番台、1600番台和 1700 番台的三节车厢编组列车也在本线使用，但后来从该线路撤出，转移配属至大垣车辆段。
2022 年 3 月 5 日至 11 日期间，原中央Liner（Central Liner）使用的 8000番台车辆也运营普通列车、区间快速列车和快速列车，单独作为三节车厢编组运行。后来转移配属至静冈车辆区，结束在本线路的运用。
HC85系特急车辆
它们自 2023 年 7 月起担当特急“南纪”列车的运营。 请注意，JR 东海在新闻稿中并未将其称为柴油列车。
Kiha75形气动车
基本为两节车厢编组，配有可转换方向的横排座椅。在快速"三重"上，配属名古屋车辆段的 0、100 番台和200、300 番台会以两节车厢编组单独运行或者联结成四节车厢的列车运行；但在极少数情况下也使用配属于美浓太田车辆区的 1200 番台、1300 番台、3200番台、3300番台、3400番台和 3500 番台。 目前，该型车于关西本线内没有只在关西本线范围内运营的列车，但在推出 313 系之前，曾在高峰时段运行过仅行驶于关西本线内的列车。从 1999 年到 2006 年，特急列车 "春日"也使用了这些车辆。 三节车厢编组列车并不在关西本线上定期运行，但有时会在 F1 大奖赛等临时列车上使用三节车厢编组。 在关西本线定期运行的 Kiha 75 型列车并非为单人运转而设计。
至于其他的普通气动车，Kiha25型车辆并非关西本线的定期运行车辆，而是用作前往纪势本线和参宫线的回送列车，以及用于 F1 大奖赛等临时列车。Kiha 11 型列车也没有定期运行，基本上在前往名松线的途中经过关西本线。

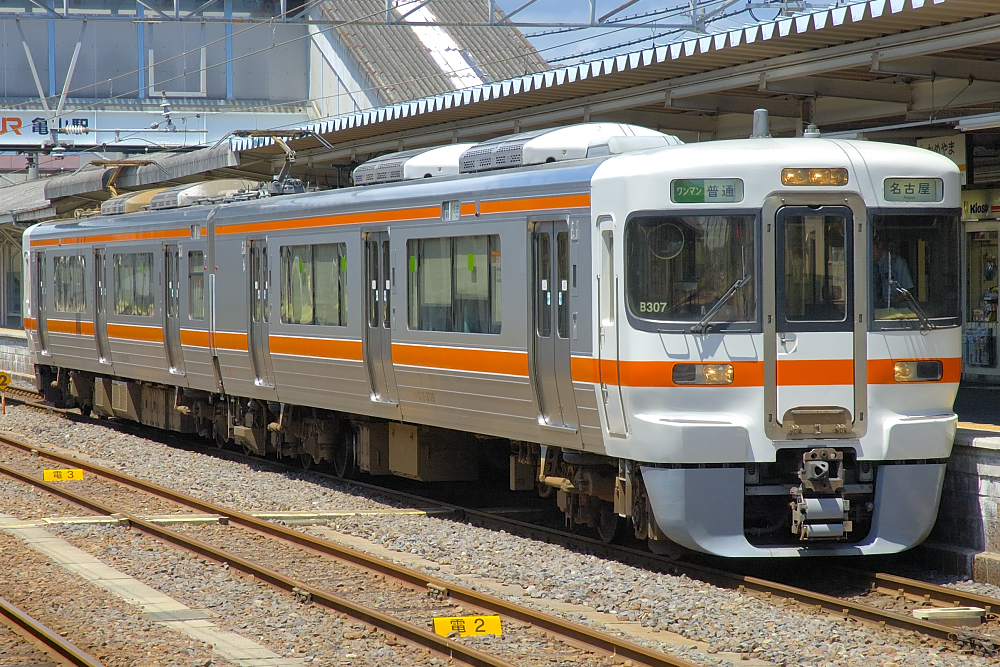
313系
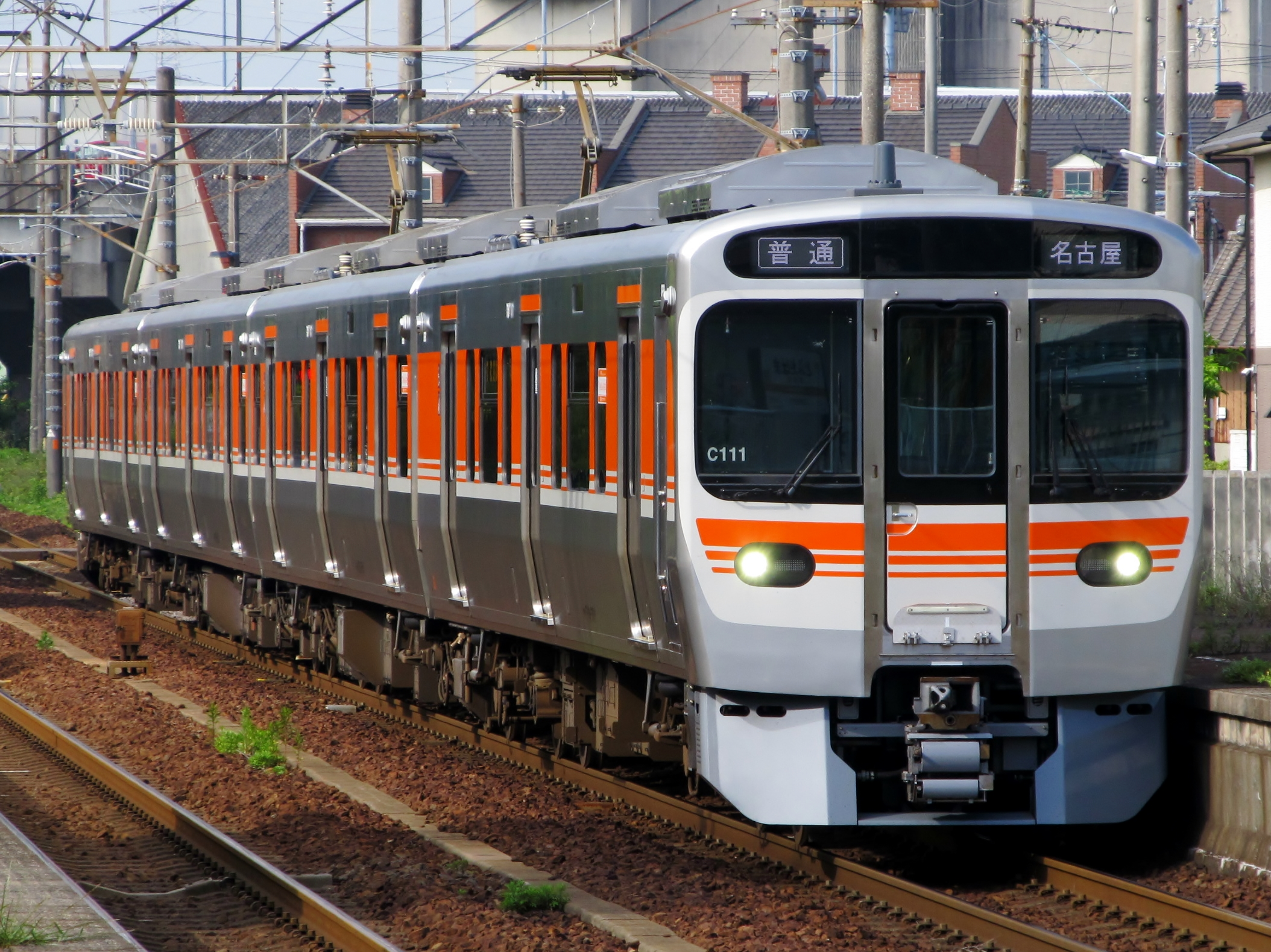
315系
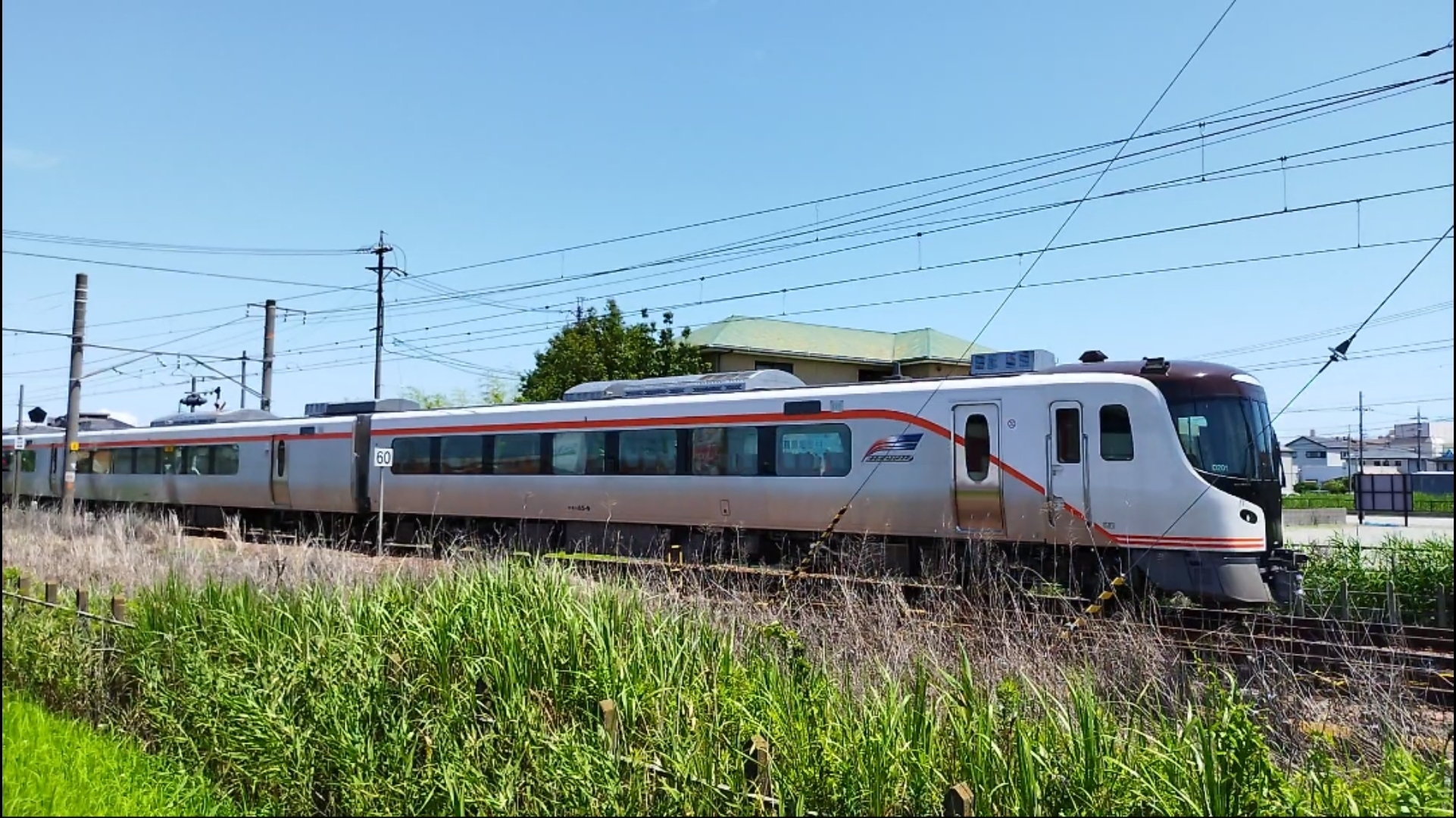
HC85系
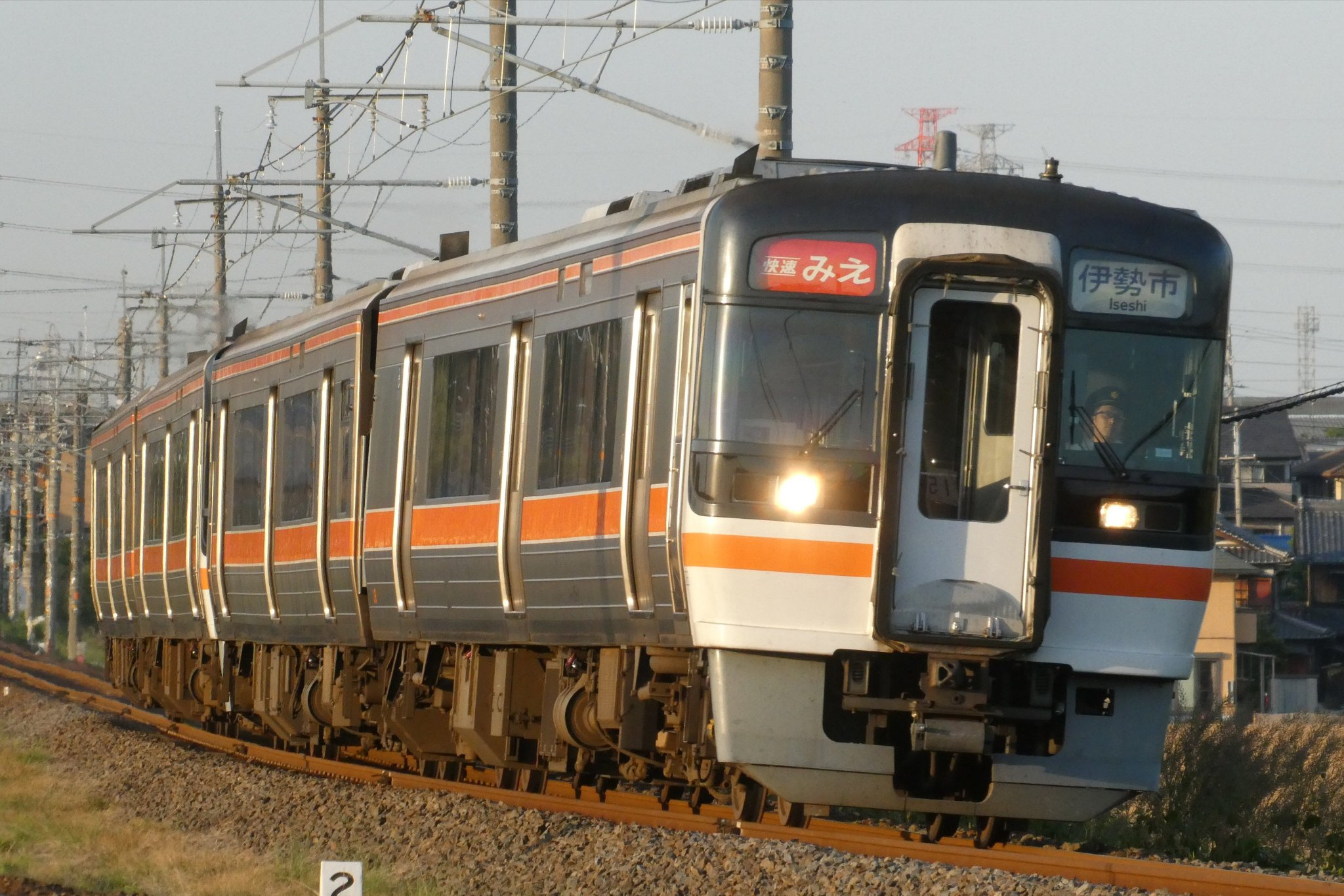
Kiha75形

#### 直通进入本线的车辆
运行于自伊势铁路伊势线至河原田站 - 四日市站之间的伊势铁路车辆如下。
伊势Ⅲ型气动车
自 2003 年起投入运营，与 JR 东海的车辆不同，这些车辆不与普通列车联结，全部为单节车厢列车，且实施单人运转。一侧有两个车门。没有厕所。

## 車站列表
此節顯示名古屋站－龜山站間的設置站與營業距離、接續路線、停靠列車，另外亦列舉過去存在的接續路線。已廢除的車站、信號場參見「關西本線#廢站」。
- ：特定都區市內制度下屬於「名古屋市內」地域的車站
- 停靠站
  - 普通：停靠所有的旅客站
  - 快速（各種）：●的車站停靠，｜的車站通過
  - 特急：參見「南紀號列車」
- 接續路線：若與站名不同則以⇒顯示站名。
- 軌道：∥是複線路段，◇是單線路段（所有車站、信號場都可進行列車交會），∧是此起往下為複線，∨是此起往下為單線。
- 車站編號自2018年3月起引入[17]。

| 車站編號 | 中文站名   | 日文站名 | 英文站名 | 站間營業距離 | 累計營業距離 | 區間快速 | 快速 | 快速三重 | 接續路線 | 軌道 | 所在地 | 所在地          |
| -------- | ---------- | -------- | -------- | ------------ | ------------ | -------- | ---- | -------- | --- | ---- | ------ | --------------- |
| CJ00     | 名古屋     |          |          | -            | 0.0          | ●        | ●    | ●        | 東海旅客鐵道： 東海道新幹線、 東海道本線、 中央本線 名古屋市營地下鐵： 東山線、 櫻通線 名古屋臨海高速鐵道：西名古屋港線（青波線） 名古屋鐵道： 名古屋本線 ⇒名鐵名古屋 近畿日本鐵道： 名古屋線 ⇒近鐵名古屋 | ∥    | 愛知縣 | 名古屋市 中村區 |
|          | 笹島信號場 |          | /        | -            | 1.8          | ｜       | ｜   | ｜       | 名古屋臨海高速鐵道：西名古屋港線〈不可轉乘〉 | ∨    | 愛知縣 | 名古屋市 中村區 |
| CJ01     | 八田       |          |          | 3.8          | 3.8          | ｜       | ｜   | ｜       | 名古屋市營地下鐵： 東山線 近畿日本鐵道： 名古屋線 ⇒近鐵八田 | ◇    | 愛知縣 | 名古屋市 中村區 |
| CJ02     | 春田       |          |          | 3.7          | 7.5          | ｜       | ｜   | ｜       | | ◇    | 愛知縣 | 名古屋市 中川區 |
| CJ03     | 蟹江       |          |          | 1.8          | 9.3          | ●        | ｜   | ｜       | | ◇    | 愛知縣 | 海部郡蟹江町    |
| CJ04     | 永和       |          |          | 2.9          | 12.2         | ｜       | ｜   | ｜       | | ◇    | 愛知縣 | 愛西市          |
|          | 白鳥信號場 |          | /        | -            | 14.0         | ｜       | ｜   | ｜       | | ◇    | 愛知縣 | 彌富市          |
| CJ05     | 彌富       |          |          | 4.2          | 16.4         | ●        | ｜   | ｜       | 名古屋鐵道： 尾西線 近畿日本鐵道： 名古屋線 ⇒近鐵彌富 | ∧    | 愛知縣 | 彌富市          |
| CJ06     | 長島       |          |          | 3.2          | 19.6         | ｜       | ｜   | ｜       | 近畿日本鐵道： 名古屋線 ⇒近鐵長島 | ∥    | 三重縣 | 桑名市          |
| CJ07     | 桑名       |          |          | 4.2          | 23.8         | ●        | ●    | ●        | 近畿日本鐵道： 名古屋線 養老鐵道：養老線 三岐鐵道：北勢線 ⇒西桑名 | ∨    | 三重縣 | 桑名市          |
|          | 朝明信號場 |          | /        | -            | 25.4         | ｜       | ｜   | ｜       | | ∧    | 三重縣 | 桑名市          |
| CJ08     | 朝日       |          |          | 4.7          | 28.5         | ●        | ｜   | ｜       | | ∥    | 三重縣 | 三重郡朝日町    |
| CJ09     | 富田       |          |          | 3.2          | 31.7         | ●        | ｜   | ｜       | 三岐鐵道：三岐線（貨物線） 近畿日本鐵道： 名古屋線 ⇒近鐵富田 三岐鐵道：三岐線（近鐵連絡線） ⇒近鐵富田 | ∨    | 三重縣 | 四日市市        |
| CJ10     | 富田濱     |          |          | 1.3          | 33.0         | ●        | ｜   | ｜       | | ∧    | 三重縣 | 四日市市        |
| CJ11     | 四日市     |          |          | 4.2          | 37.2         | ●        | ●    | ●        | 日本貨物鐵道：關西本線貨物支線（鹽濱站方向） | ∨    | 三重縣 | 四日市市        |
| CJ12     | 南四日市   |          |          | 3.2          | 40.4         | ●        | ●    | ｜       | | ∧    | 三重縣 | 四日市市        |
| CJ13     | 河原田     |          |          | 3.7          | 44.1         | ●        | ●    | ｜       | 伊勢鐵道：伊勢線 | ∨    | 三重縣 | 四日市市        |
| CJ14     | 河曲       |          |          | 3.4          | 47.5         | ●        | ●    |          | | ◇    | 三重縣 | 鈴鹿市          |
| CJ15     | 加佐登     |          |          | 3.4          | 50.9         | ●        | ●    |          | | ◇    | 三重縣 | 鈴鹿市          |
| CJ16     | 井田川     |          |          | 4.4          | 55.3         | ●        | ●    |          | | ◇    | 三重縣 | 龜山市          |
| CJ17     | 龜山       |          |          | 4.6          | 59.9         | ●        | ●    |          | 東海旅客鐵道：紀勢本線 西日本旅客鐵道： 關西本線（加茂方向） | ◇    | 三重縣 | 龜山市          |

1. ↑  该型车辆的单人运转计划从 2026 年 3 月开始。
2. ↑  伊勢鐵道伊勢線的普通列車直通至JR四日市站

### 過去的接續路線
- 桑名站：桑名電軌 - 1944年1月10日廢除